# Stéphanie Volle
Stéphanie Volle est une joueuse française de volley-ball née le 10 mai 1979 à Montpellier (Hérault). Elle mesure 1,89 m et joue passeuse. Elle est la sœur de Frédéric Volle ancien joueur de handball. En mai 2010, elle met un terme à sa carrière de joueuse professionnelle.

## Clubs
| Club                   | Pays      | De        | À         |
| ---------------------- | --------- | --------- | --------- |
| INSEP                  | France    | 1995-1996 | 1996-1997 |
| USSP Albi              | France    | 1997-1998 | 1998-1999 |
| Châtellaillon-Plage VB | France    | 1999-2000 | 1999-2000 |
| VBC Wattignies         | France    | 2000-2001 | 2000-2001 |
| Gazélec Béziers        | France    | 2001-2002 | 2006-2007 |
| VT Aurubis Hamburg     | Allemagne | 2007-2008 | 2009-2010 |